# スピリット (V6の曲)
「スピリット」は、V6の35枚目のシングル。2009年6月17日にavex traxから発売された。

## 解説
- 前作から9ヶ月ぶりのシングル作品。
- オリコンチャートで1位を獲得。通算21作目の1位となり、2作連続1位となった。
- 初回生産限定MUSIC盤(CD+特典CD)・初回生産限定VISUAL盤(CD+DVD)・通常盤(CDのみ)の3形態でリリース。

## 収録曲

### CD
※「明日の傘」以降、通常盤のみ収録。
1. スピリット
作詞・作曲：清水昭男
編曲：鈴木雅也
弦楽アレンジ：佐藤トモ
  - 「早稲田アカデミー」CMソング
  - フジテレビ系『VivaVivaV6』テーマソング
  - 坂本、長野、井ノ原、三宅にソロパートがある。

PVの監督は「way of life」と同じ牧鉄馬。
2. CHANCE!
作詞・作曲：VELVETRONICA
編曲：中村康就
  - TBS系『新知識階級 クマグス』テーマソング
3. 明日の傘
作詞：鳥海雄介
作曲：T.Crouch
編曲：CHOKKAKU
コーラスアレンジ：高橋哲也
41stシングル「ROCK YOUR SOUL」通常盤カップリング「ボクラノオト」はこの曲のアンサーソングである。
坂本と井ノ原にソロパートがある。
4. どうかよろしく。
作詞・作曲：Sho Watanabe
編曲：Jun Suyama
コーラスアレンジ：高橋哲也
5. スピリット（karaoke）
6. CHANCE!（karaoke）
7. 明日の傘（karaoke）
8. どうかよろしく。（karaoke）

### 特典CD
※初回生産限定MUSIC盤のみ
1. スタートライン【song by 大橋卓弥 from スキマスイッチ】- 20th Century
作詞/作曲：大橋卓弥、編曲:Yasutaka Kume
2. Desert Eagle【song by Spontania】- Coming Century
作詞/作曲：Spontania・Jeff Miyahara、編曲:Jeff Miyahara
3. red【song by アンダーグラフ】- 20th Century
作詞/作曲：真戸原直人、編曲:アンダーグラフ
4. Are you ready tonight?【song by Shingo from SBK / The SAMOS】- Coming Century
作詞/作曲/編曲：Shigeo

### DVD
※初回生産限定VISUAL盤のみ
1. スピリット（Music Video Full version）
2. SPECIALスピリットMOVIE（ロトV6企画）

## 収録アルバム
- 『READY?』（#1）
- 『SUPER Very best』（#1）

## テレビ出演
スピリット
- 『ザ少年倶楽部プレミアム』（2009年6月21日、NHK BSプレミアム）

スタートライン
- 『ザ少年倶楽部プレミアム』（2009年6月21日、NHK BSプレミアム）
テレビ初披露

Desert Eagle
- 『ザ少年倶楽部プレミアム』（2009年6月21日、NHK BSプレミアム）
テレビ初披露